# Мила Вилотијевић
Мила Вилотијевић (Београд, 1956) српски је сопран.

## Биографија
Рођена је 1956. у Београду, а дипломирала је на Музичкој академији код Ирине Арискин. Године 1989. додељена јој је диплома са конзерваторијума Луиђи Kерубини у Фиренци, Италија, са Ренатом Онгаро и Лилијаном Поли. Током каријере, ментори су јој биле Ели Амелинг, Јулија Хамари, Галина Вишњевска, Сребренка Јуринац, Лора Фишер и Ирвин Гејџ. Изводи огроман музички репертоар: оперу, ораторијум и лиед од барока до данас. Као активна соло певачица учествовала је на најважнијим музичким фестивалима у Европи, укључујући Фиренцу (La Damnation de Faust и Der Freischütz под Волфгангом Савалишом) и Салцбург (Yolanta са Галином Вишњевском).